# (2180) Marjaleena
(2180) Marjaleena (1940 RJ) – planetoida z pasa głównego asteroid okrążająca Słońce w ciągu 5,23 lat w średniej odległości 3,01 au. Odkryta 8 września 1940 roku.